# Zygostates grandiflora
Zygostates grandiflora är en orkidéart som först beskrevs av John Lindley, och fick sitt nu gällande namn av Rudolf Mansfeld. Zygostates grandiflora ingår i släktet Zygostates och familjen orkidéer. Inga underarter finns listade i Catalogue of Life.